# Liechtenstein beim Eurovision Song Contest
Teilnehmende Rundfunkanstalt
Kein EBU-Mitglied
Erste Teilnahme
bisher keine
Anzahl der Teilnahmen
0 (Stand 2024)
Höchste Platzierung
–
Höchste Punktzahl
–
Niedrigste Punktzahl
–
Punkteschnitt (seit erstem Beitrag)
–
Punkteschnitt pro abstimmendem Land im 12-Punkte-System
–
Dieser Artikel befasst sich mit der Geschichte Liechtensteins als Teilnehmer am Eurovision Song Contest.

## Geschichte
Liechtenstein nahm bis heute noch nicht am Eurovision Song Contest teil.
Inoffizielle Teilnahmebestrebungen Liechtensteins beim Eurovision Song Contest gab es in der Geschichte des Landes mehrfach, zuletzt 2010. Der Grund ihres Scheitern lag stets in der fehlenden Mitgliedschaft eines Liechtensteiner Senders in der Europäischen Rundfunkunion (EBU). Ein erster Anlauf wurde zum Contest 1976 unternommen. Seit 2009 hat sich der Liechtensteiner Sender 1FL TV wiederholt um die Aufnahme in die EBU und die Teilnahme am Eurovision Song Contest bemüht. Jedoch scheiterten alle diese Versuche wegen unzureichender finanzieller Voraussetzungen oder anderer Formalitäten.
Liechtenstein ist neben Vatikanstadt der einzige unumstritten unabhängige europäische Staat, der noch nie am Eurovision Song Contest teilgenommen hat.
Im Jahr 1968 erschien der Titel Un beau matin («Ein schöner Morgen») mit der Behauptung, der offizielle Beitrag des Landes für 1969 zu sein. Es handelte sich jedoch um einen Scherz eines französischen Komikers. Weder hatte Liechtenstein eine Radio- bzw. Fernsehanstalt, noch hätte ein Beitrag auf Französisch eingereicht werden dürfen, da die Regel galt, nur in Landessprache zu singen.
Eine Teilnahme war im Jahr 1976 mit der Interpretin Biggi Bachmann und dem Lied My little Cowboy vorgesehen. Jedoch missglückte die Teilnahme, da Liechtenstein zu diesem Zeitpunkt weder einen eigenen Radiosender noch eine Fernsehanstalt hatte.
Zum Staatsfeiertag am 15. August 2008 nahm der erste Liechtensteiner Fernsehsender 1FL TV den Betrieb auf. Im Oktober 2008 wurde bekannt, dass der Sender die Kosten einer Mitgliedschaft in der EBU ermittelt hat und das damalige Budget einen Beitritt nicht erlaubte.
Im Juli 2009 wurde von 1FL TV geäussert, dass man nun glaube, die Auflagen erfüllen zu können, und noch im selben Monat eine Beitrittsantrag stellen wolle. Im September 2009 äusserte der Geschäftsführer des Senders, man habe ihnen sogar eine Teilnahme im Jahr 2010 in Aussicht gestellt, aber noch nichts sei endgültig beschlossen. Im November 2009 hiess es hingegen, man wolle den Antrag «noch einmal überdenken». Eine Teilnahme vor 2011 wurde hierdurch unmöglich. Man habe keine Idee gehabt, wie man «auf die Schnelle» die zu erwartenden jährlichen Kosten von 100'000 Schweizer Franken für Mitgliedschaft und Teilnahme am Eurovision Song Contest aufbringen könne. Eine Zusage habe man daher nicht wagen wollen. Es sei nun vereinbart worden, sechs Monate abzuwarten.
Im Juli 2010 wurde bekannt, dass 1FL TV keine finanziellen Mittel für die ESC-Teilnahme aus der staatlichen Medienförderung erhalte. Davon hatte man zuvor die Teilnahme abhängig gemacht. Jedoch äusserte man nun, dass die Teilnahme auch unabhängig davon stattfinden könne. Man sei im Gespräch mit potenziellen Kooperationspartnern und erwäge eine grosse Castingshow. Die hierfür notwendigen 300'000 Schweizer Franken habe man zur Verfügung. Es gab auch Gespräche mit dem Produzenten Alexander Walser. Eine beantragte Sondergenehmigung zur sofortigen Mitgliedschaft in der EBU wurde jedoch von dieser im August 2010 abgelehnt. Bestimmte Unterlagen seien noch nachzureichen und zu aktualisieren, äusserte die Senderleitung. Damit war auch eine Teilnahme am ESC 2011 nicht mehr möglich. Im Oktober sagte Svante Stockselius jedoch, dass die Regeln geändert worden seien und nun auch Anstalten Beiträge einreichen könnten, die sich im Aufnahmeprozess in die EBU befinden. Im Dezember 2010 wurde der Antrag von 1FL TV auf Aufnahme in die EBU abgelehnt. Einige Wochen zuvor wurde die Medienförderung für den Sender abgelehnt.
Bei allen Wettbewerben seit 2012 wurde im Vorfeld von 1FL TV bekannt gegeben, dass im jeweiligen Jahr keine Teilnahme angestrebt werde.
Im November 2017 gab der Sender 1FLTV bekannt, dass man 2019 zum 300-jährigen Jubiläum des Fürstentums mit eigenem Vorentscheid am Eurovision Song Contest teilnehmen wolle. Die Hürde für diese Planung blieb aber weiterhin die fehlende Mitgliedschaft in der EBU. Die Kosten in Höhe von ca. 350.000 Franken sollten von Liechtenstein Marketing, Stiftungen und der öffentlichen Hand zur Verfügung gestellt werden. Am 20. Juli 2018 bestätigte die EBU jedoch, dass der Sender keine Bewerbung zur Mitgliedschaft eingereicht habe. Am 26. Juli 2018 bestätigte der Sender, dass man wegen des plötzlichen Tods des Senderchefs Peter Kölbel nicht teilnehmen werde. Am 9. August 2022 gab die Geschäftsführerin von 1 FL TV, Sandra Woldt bekannt, dass man sich nicht mehr um eine EBU-Mitgliedschaft bemühen werde. Man werde sich stattdessen auf die Berichterstattung im eigenen Land konzentrieren.
Am 15. Mai 2024 berichtete das Liechtensteiner Vaterland, dass Radio Liechtenstein einen Antrag auf Aufnahme in die EBU gestellt habe. Dies würde eine Teilnahme grundsätzlich ermöglichen, allerdings setzen die Regeln des Eurovision Song Contest eine Fernsehübertragung voraus.

## Übersicht zur Teilnahme
| Teilnahmejahr | Interpret      | Lied             | Platzierung                                                    |
| ------------- | -------------- | ---------------- | -------------------------------------------------------------- |
| 1976          | Biggi Bachmann | My Little Cowboy | nur nationale Auswahl – keine Teilnahme, da nicht EBU-Mitglied |